# Ладіс
Ладіс (нім. Ladis) — громада округу Ландек у землі Тіроль, Австрія.
Ладіс лежить на висоті 1189 м над рівнем моря і займає площу 7,1 км². Громада налічує 533 мешканців.
Густота населення 75/км². Поряд розміщений замок Лаудеґґ.
|                                |
| Ладіс на мапі округу та землі. |

 Адреса управління громади: Ladis Nr. 27, 6532 Ladis.